# Dvarapala

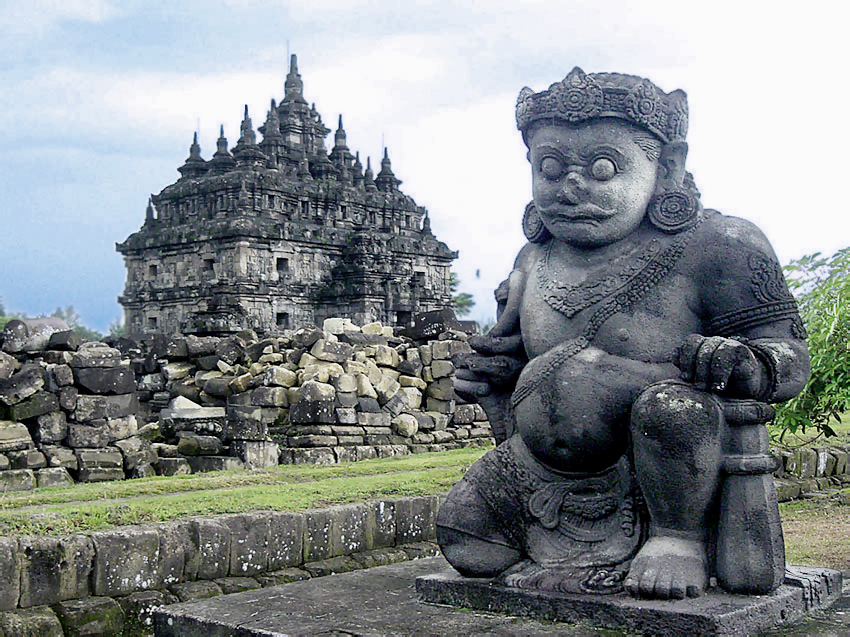
Dvarapala am Plaosan-Tempel bei Prambanan in Indonesien (11. Jh.)

Dvarapalas (Sanskrit: „Türwächter“) – in Teilen Indiens manchmal auch als pratiharas bezeichnet – sind meist bewaffnete Wächterfiguren zu beiden Seiten von Toren und Türen an Palastbauten oder buddhistischen und hinduistischen Tempelbauten in Südasien (Indien, Nepal, Burma, Thailand, Kambodscha, Indonesien) und Ostasien (Tibet, China, Korea, Japan). Aber auch an einigen Dorfeingängen in Südindien sind sie – als große Tonfiguren und meist freistehend – zu finden.

## Namen
Während sich in ganz Südasien die Bezeichnung Dvarapala weitgehend durchgesetzt hat, werden sie – in Abhängigkeit von der Sprache des Landes oder der jeweiligen Region – in Ostasien auch als Lishi oder Menshen (China), Narayeonggeumgang (Korea) bzw. Kongorikishi oder Nio (Japan) bezeichnet.

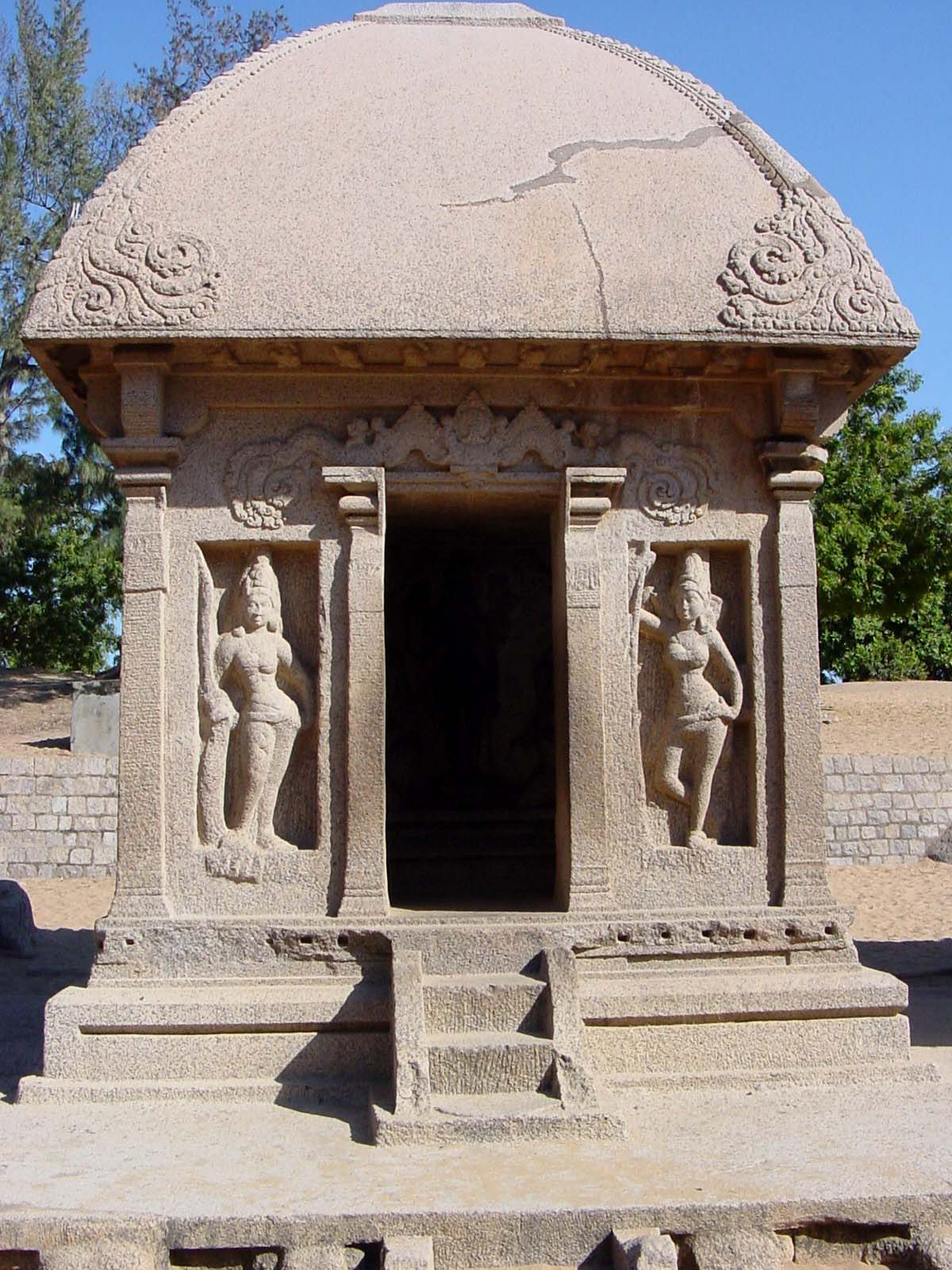
Draupadi-Ratha (7. Jh.)

## Ursprung und Entwicklung
Der Ursprung der unzähligen Dvarapala-Darstellungen dürfte in realen Türwächtern vor allem an königlichen Palästen oder – bei großem Pilgerandrang – auch an Tempelbauten liegen. Im religiösen Sinne kann man ihren Ursprung auch auf Dämonen und andere Anti-Götter (asuras) zurückführen, die von den arischen Hochgöttern unterworfen und zu Dienern gemacht wurden. Auch andere, tief im Volksglauben verankerte, Naturgottheiten (z. B. Yakshas oder Nagas) kommen als frühe Vorläufer der dvarapalas in Betracht. In der Bildhauerkunst der Pallava verlieren sie ihr abschreckendes Wesen und treten erstmals in (über-)menschlicher Gestalt auf, wobei auch weibliche Figuren vorkommen können (z. B. im Draupadi-Ratha in Mamallapuram). Im Norden Indiens übernehmen meist die beiden Flussgottheiten Ganga und Yamuna die Rolle der Türwächter.

## Funktion
Dvarapalas haben stets eine Unheil abwehrende (apotropäische) Funktion. Gleichzeitig disziplinieren sie – durch ihre Waffen und/oder ihr furchterregendes Erscheinungsbild oder aber allein durch ihre Anwesenheit – die Besucher und erheischen deren Respekt. Zu beiden Seiten der Palasttore und -türen bewachen und schützen sie den Herrscher, in Tempeln das Kultbild bzw. den Lingam, in denen nach indischen Vorstellungen die Gottheit selbst anwesend ist.

## Ikonographie

### Erscheinungsbild
Die Darstellungen der – meist paarweise auftretenden – Dvarapalas sind sehr unterschiedlich: es gibt große und schlanke (Indien, Thailand) sowie kleine und dicke (Indonesien) Darstellungen; ihr Gesichtsausdruck ist – Dämonen- und Bhairava-Darstellungen vergleichbar – oft furchterregend (große Augen, hochgezogene Brauen, geöffneter Mund mit vorstehenden langen Eckzähnen). In der klassischen Kunst Indiens und Nepals aber auch in Thailand und Kambodscha sind sie oft stehend – und weniger furchterregend – dargestellt, in Indonesien dagegen meist hockend oder kniend.

### Attribute
Dvarapalas tragen meist einfache archaische Waffen (Keulen, Lanzen, Speere sowie Pfeil und Bogen), was ihren eher wilden bzw. primitiven Ursprung deutlich macht. Eiserne oder kompliziertere, d. h. letztlich modernere Waffen (Schwerter, Wurfscheiben) sind dagegen den Göttern vorbehalten.
In Ostasien werden Dvarapalas manchmal auch mit einem Löwenkopf gezeigt oder gänzlich durch Löwen ersetzt. In derartigen Fällen tragen sie meist keine Waffen mehr.